# Culture de la Biélorussie

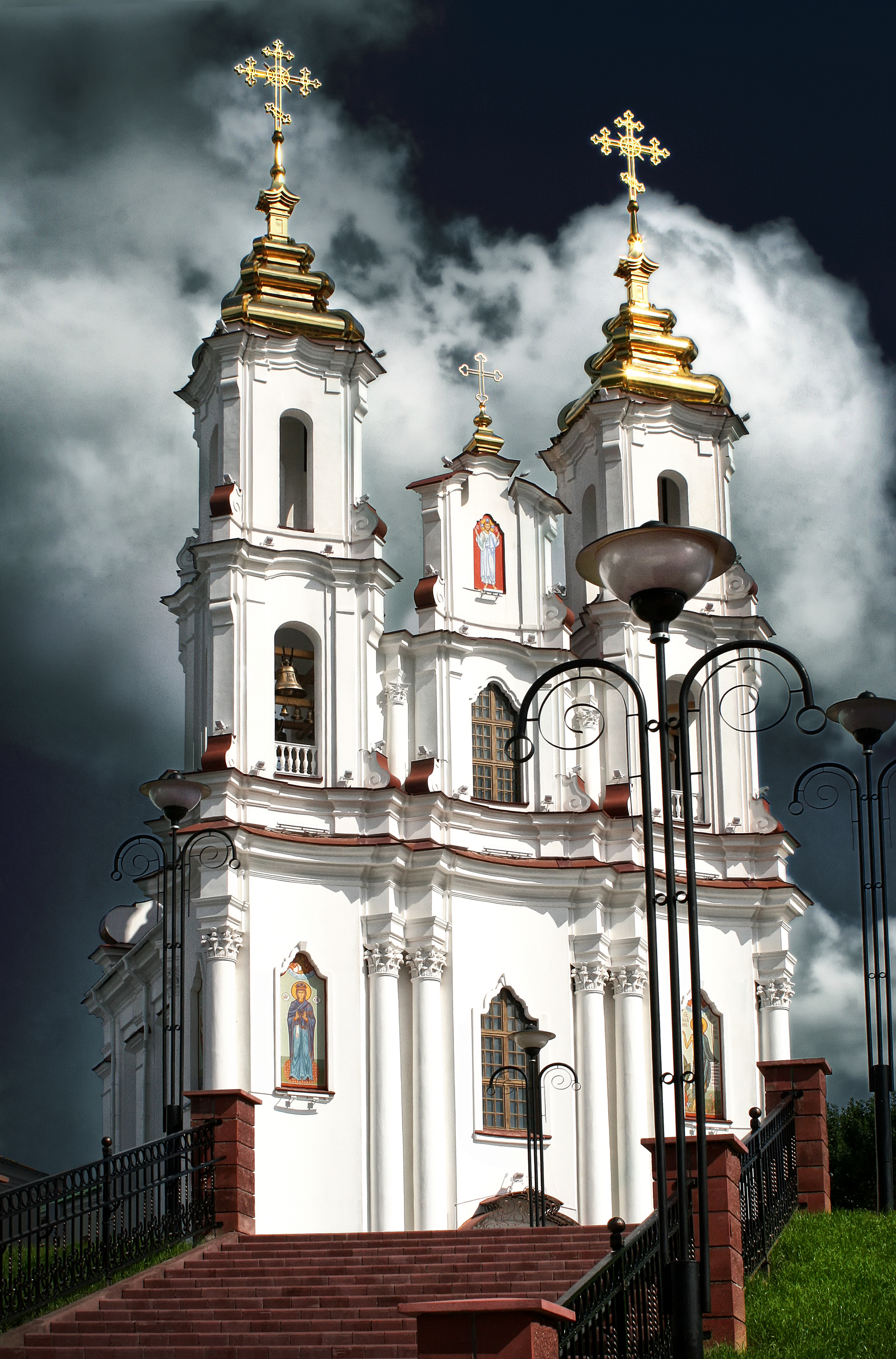
Église de la Sainte Résurrection à Vitebsk.

La culture de la Biélorussie, pays de l'Europe de l'Est, désigne d'abord les pratiques culturelles observables de ses habitants (10 000 000, estimation 2017).

## Langues et populations

### Langues
- Langues en Biélorussie, Langues de Biélorussie
  - biélorusse (53 %), langue officielle, utilisée en famille par 23,5 %
  - russe (41,5 %), également langue officielle depuis 1959, utilisée en famille à 70 %, Russian language in Belarus (en)
  - autres
    - polonais
    - trasianka
    - yiddish (<20 000)
- deux langues éteintes localement : rusyn, ruthène
- Langues slaves, Slavistique

### Populations
- Groupes ethniques en Biélorussie
  - Biélorusses (8 000 000)
  - Russes (1) (785 000, 8,3 %), Russians in Belarus (en)
  - Polonais (294 000, 3,1 %), Polonais de Biélorussie
  - Ukrainiens (150 000)
  - Arméniens (25 000), Armenians in Belarus (en)
  - Juifs (10 000 ?), Histoire des Juifs en Biélorussie
  - Tatars (7 300), Tatars baltiques
  - Roms (7 000)
  - Azéris (5 500), Azerbaijanis in Belarus (en)
  - Lituaniens (5 000)
  - Géorgiens (4 000), Georgians in Belarus (en)
  - autres nationaux : Poleshuks (en), Tutejszy
  - autres émigrés
  - apatrides, réfugiés
- Démographie de la Biélorussie
- Diaspora biélorusse (>3 000 000), Belarusian diaspora (en)

## Traditions

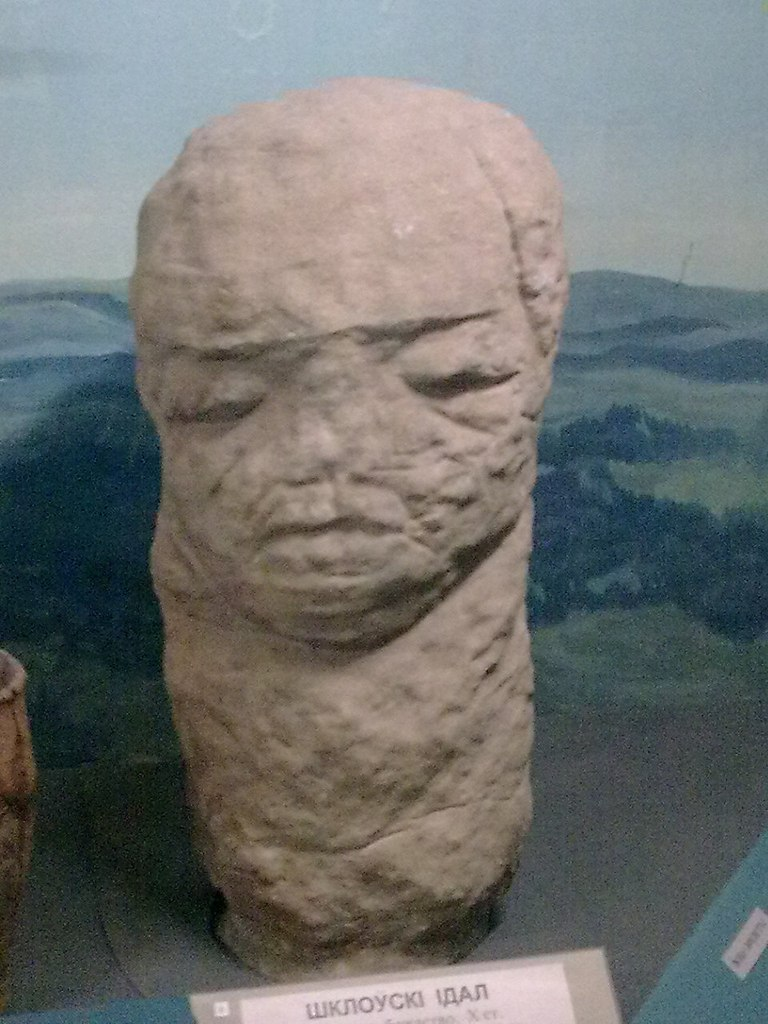
Idole de Chklow

### Religion(s)
- Religion en Biélorussie, Religion en Biélorussie (rubriques)[1]
  - Christianisme (55-57 %)
    - catholicisme (7,1 %) : Église catholique en Biélorussie, Église grecque-catholique biélorusse
    - orthodoxie (48,3 %), Église orthodoxe de Biélorussie (Patriarcat de Moscou)
    - protestantisme, Belarusian Evangelical Reformed Church (en), Union des Églises évangéliques-luthériennes

  - Autres spiritualités
    - Judaïsme, Histoire des Juifs en Biélorussie, Yechiva de Volojine
      - Pogroms en Biélorussie pendant la guerre civile russe (1918-1922), massacre de Pinsk
      - Ghettos de Biélorussie pendant la Seconde Guerre mondiale (1941-1944)

    - Islam (45 000), surtout Tatars, Islam en Biélorussie
    - Hindouisme, Hindouisme en Biélorussie (en) (2 000 ?), The Light of Kailasa (en)
    - Rodnovérie, Néopaganisme slave

  - Autres (41,1 %) : agnosticisme, athéisme, indifférence, défiance
- Liberté de religion en Biélorussie

### Symboles
- Symboles de la Biélorussie[2]
- Armoiries de la Biélorussie, Pahonie
- Drapeau de la Biélorussie
- Hymne national de la Biélorussie : My Bielaroussy
- Devise nationale :
  - Devise d'opposition : Жыве Беларусь! (« Vive la Biélorussie ! » )
- Emblème végétal : Centaurea
- Emblème animal : Bison d'Europe, Cigogne blanche
- Saint patron (chrétien) par pays (en) : Cyrille de Tourov, Euphrosyne de Polotsk
- Père de la Nation :
- Figure allégorique nationale :
- Héros nationaux :
- Épopée nationale : The Forest of Anykščiai (en) (1861) de Antanas Baranauskas (en) (1835-1902))
- Poète national : Jánka Kupála (1882-1942), Iakoub Kolas (1882-1956)
- Couleurs nationales : ()
- Costume national : Pas kontuszowy (en)
- Plat national : Galette de pommes de terre (draniki)

### Folklore
Les principaux collecteurs des traditions orales et contes populaires biélorusses sont :
- Lev Barag (1911-1994)
- Evdokim Romanov (1855-1922)

Les thèmes des contes populaires biélorusses se retrouvent généralement dans le folklore des autres peuples slaves orientaux, et en particulier dans le folklore ukrainien. Les contes et les chansons populaires ont été étudiés notamment par Evdokim Romanov et Pavel Chéïn au XIXe siècle. Par la suite, le folkloriste soviétique Lev Barag, a publié un recueil de contes annoté (Contes populaires biélorusses), ainsi qu'une monographie et divers articles sur ce sujet.
- Kolobok
- Front-de-cuivre
- La Bête Norka
- Le Chêne Dorokhveï
- Jikhar'
- Kotyhorochko
- Nikita Kojemiaka
- Les Trois Royaumes (conte)

### Croyances
- Ded Moroz (Grand Père Gel)

### Pratiques slaves
- Egg decorating in Slavic culture (en)
- Green week (en)
- Kupala
- Slavic carnival (en)
- Dożynki
- Koledari (en)
- Koliada (en)
- Maslenitsa
- Pièces de théâtre des mummers
- Savior of the Apple Feast Day (en)
- Commémoration de tous les fidèles défunts
- Dziady (en)

### Mythologie
- Mythologie slave
  - Liste des divinités slaves, dont Rod, Péroun, Baba-Yaga
  - Rodnovérie
- Mythologie chrétienne
  - Nouvel An orthodoxe, Tsars de Noël
  - Radonitsa
  - Translation of the Relics of Saint Nicholas from Myra to Bari (en)

### Fêtes
| Date                              | Nom français                                  | Nom local | Remarques                                                    |
| --------------------------------- | --------------------------------------------- | --------- | ------------------------------------------------------------ |
| 1er janvier                       | Nouvel an                                     | Novy Hod  |                                                              |
| 7 janvier                         | Noël orthodoxe                                |           |                                                              |
| 14 janvier                        | Nouvel an orthodoxe                           |           |                                                              |
| 8 mars                            | Journée internationale des droits de la femme |           |                                                              |
| 15 mars                           | Jour de la Constitution                       |           | Adoptée en 1994                                              |
| variable                          | Pâques catholique                             |           |                                                              |
| variable                          | Pâques orthodoxe                              |           |                                                              |
| neuf jours après Pâques orthodoxe | Jour du Souvenir                              | Radunitsa |                                                              |
| 1er mai                           | Fête du Travail                               |           |                                                              |
| 9 mai                             | Jour de la Victoire                           |           | Victoire sur l'Allemagne durant la Grande Guerre patriotique |
| 3 juillet                         | Jour de l'Indépendance                        |           |                                                              |
| 25 décembre                       | Noël catholique                               |           |                                                              |

## Société
- Russification[4],[5],[6]
- List of people from Belarus (en)
- List of Belarusians (ethnic group) (en)
- List of Belarusian Jews (en)
- Belarusian Americans (en)

### Famille
- Femmes en Biélorussie (en)
- Avortement en Biélorussie
- Belarusian name (en)
- Dénomination d'une personne en russe

### Éducation
- Education in Belarus (en)[7]
- List of universities in Belarus (en)
- Students' Ethnographic Association (en)

### État
- Histoire de la Biélorussie
  - Liste des massacres en Biélorussie, Occupation allemande de la Biélorussie
  - Massacre of Brzostowica Mała (en) (1939), Naliboki massacre (1943)
  - Shoah en Biélorussie, Ghettos de Biélorussie pendant la Seconde Guerre mondiale
- Politique en Biélorussie
- Belarusian citizenship (en)
- Nationalisme biélorusse
- Mouvement démocratique biélorusse (rubriques), Révolution en jean (2005)
- DOSAAF (Belarus) (en)
- Terrorisme en Biélorussie : Attentat du 4 juillet 2008 à Minsk, Attentat du 11 avril 2011 à Minsk

### Droit
- Droits de l'homme en Biélorussie
- Droits LGBT en Biélorussie
- Comité national de grève du Bélarus
- Human trafficking in Belarus (en)
- Alexander Barankov (en)
- Sur le site d'Amnesty International

## Arts de la table

### Cuisine
- cuisine biélorusse
- Cuisine biélorusse (rubriques)[8],[9]

La cuisine traditionnelle biélorusse ressemble beaucoup aux autres cuisines de l'Europe de l'Est et du nord, particulièrement à la Cuisine lituanienne et à la Cuisine polonaise, mais aussi ruthénienne et globalement slave, mais également juive. L'aristocratie a introduit des pratiques allemandes, françaises et italiennes.
Les ingrédients de base sont les légumes régionaux (chou, puis pomme de terre), et les viandes (porc).

### Boisson
- Kompot
- Kvas
- Beer in Belarus (en)
- Byarozavik (en)
- Krambambula (drink) (en)
- Krupnik
- Belaya Rus vodka (en)
- Platinka (en)
- Żubrówka

## Santé
- Healthcare in Belarus (en)
- Avortement en Biélorussie
- Kozlovichi Mental Asylum (en) (1905-2003)
- Liste des pays par taux de tabagisme (3/182)
- Liste des pays par taux de natalité (179/227)
- Liste des pays par taux de suicide (1/105)

### Sports
- Sport en Biélorussie
- Sport en Biélorussie (rubriques)
- Sportifs biélorusses
- Biélorussie aux Jeux olympiques

## Média
- Média en Biélorussie (rubriques)[10], Médias en Biélorussie (en)
- Journalistes biélorusses
- Télécommunications en Biélorussie (en)
- Censure en Biélorussie

### Presse
- Presse écrite en Biélorussie (rubriques)
- List of newspapers in Belarus (en)
- Nacha Niva

### Radio
- Radio en Biélorussie (rubriques)
- Euroradio[11],[12]
- Liste des stations de radio en Biélorussie

### Télévision
- Télévision en Biélorussie (rubriques)
- Liste des chaînes de télévision en Biélorussie

### Internet (.by)
- Internet en Biélorussie (rubriques)
- Sites web biélorusses
- Presse en ligne[13],[14]
- Press Reader[15] (Bulac/Inalco)
- Blogueurs biélorusses[16],[17]

## Littérature
- Littérature biélorusse, Littérature biélorusse (rubriques)
- Liste d'écrivains biélorusses
- Écrivains biélorusses
- Bible translations into Belarusian (en)
- Bibliothèque nationale de Biélorussie
- Francis Skaryna Belarusian Library and Museum (en)

### Poésie
- Ivan Loutsévitch dit Ianka Koupala (1882-1942) est considéré comme le fondateur de la littérature biélorusse contemporaine.
- Ouladzimir Niakliaïew (1946-)

### Nouvelles
- Vassil Bykaw (1924-2003) est surtout connu pour ses récits de la Seconde Guerre mondiale.

### Prix Nobel
- Svetlana Aleksievitch (née en Ukraine URSS en 1948) de nationalité biélorusse est l'auteure de La Supplication (1997) et Prix Nobel de littérature pour l'ensemble de son œuvre en 2015.

## Artisanats
- Artisanat d'art, Artisanat par pays, Arts appliqués, Arts décoratifs
- Musée national des beaux-arts de Biélorussie

Les savoir-faire liés à l’artisanat traditionnel relèvent (pour partie) du patrimoine culturel immatériel de l'humanité. On parle alors de trésor humain vivant.
Mais une grande partie des techniques artisanales ont régressé, ou disparu, dès le début de la colonisation, et plus encore avec la globalisation, sans qu'elles aient été suffisamment recensées et documentées.
Une première approche en ligne : sculpture sur bois, osier, paille, lin, broderie, tapis, céramique…

### Textiles, cuir, papier
- Artisanat de paille[19]

#### Vêtements
- Kontusz (en)
- Pas kontuszowy (en)
- Wimple (en)
- House of Crafts (Hancavičy) (en) (1997)
- Mamont (en), festival international de mode

### Poterie, céramique, faïence
- Poterie de Biélorussie[20]
- Céramique traditionnelle d'habitat[21]
- Anna Ambrosove

## Arts visuels
- Arts visuels, Arts plastiques
- Écoles d'art par pays
- List of Belarusian artists (en)
- Musée national des Beaux-Arts de Biélorussie[22]
- Art contemporain

### Dessin
- Bande dessinée
- Caricature

### Peinture
- Icône biélorusse

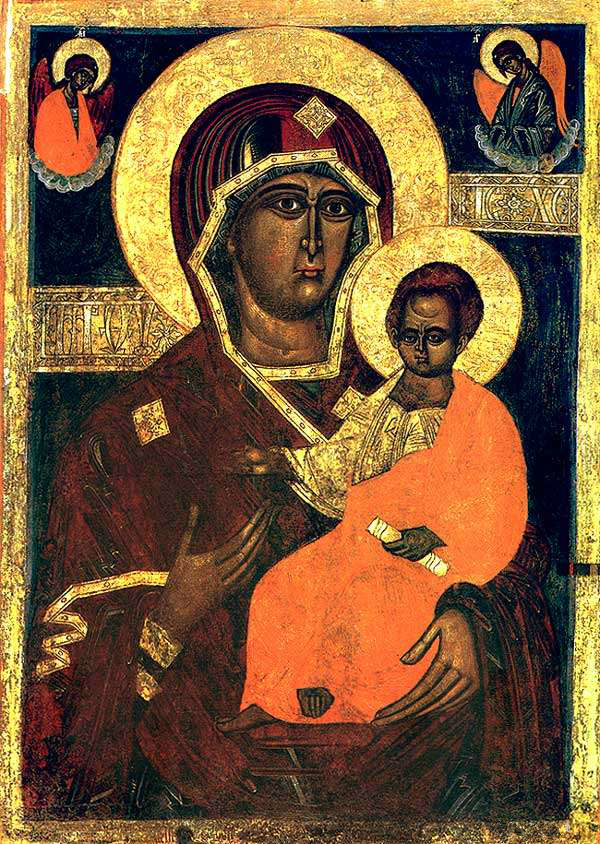
La Vierge Odigitria de Smolensk au Musée national des beaux-arts de Biélorussie.Origine village de Doubenets (voblast de Brest), Raïon de Stoline

- École artistique de Vitebsk

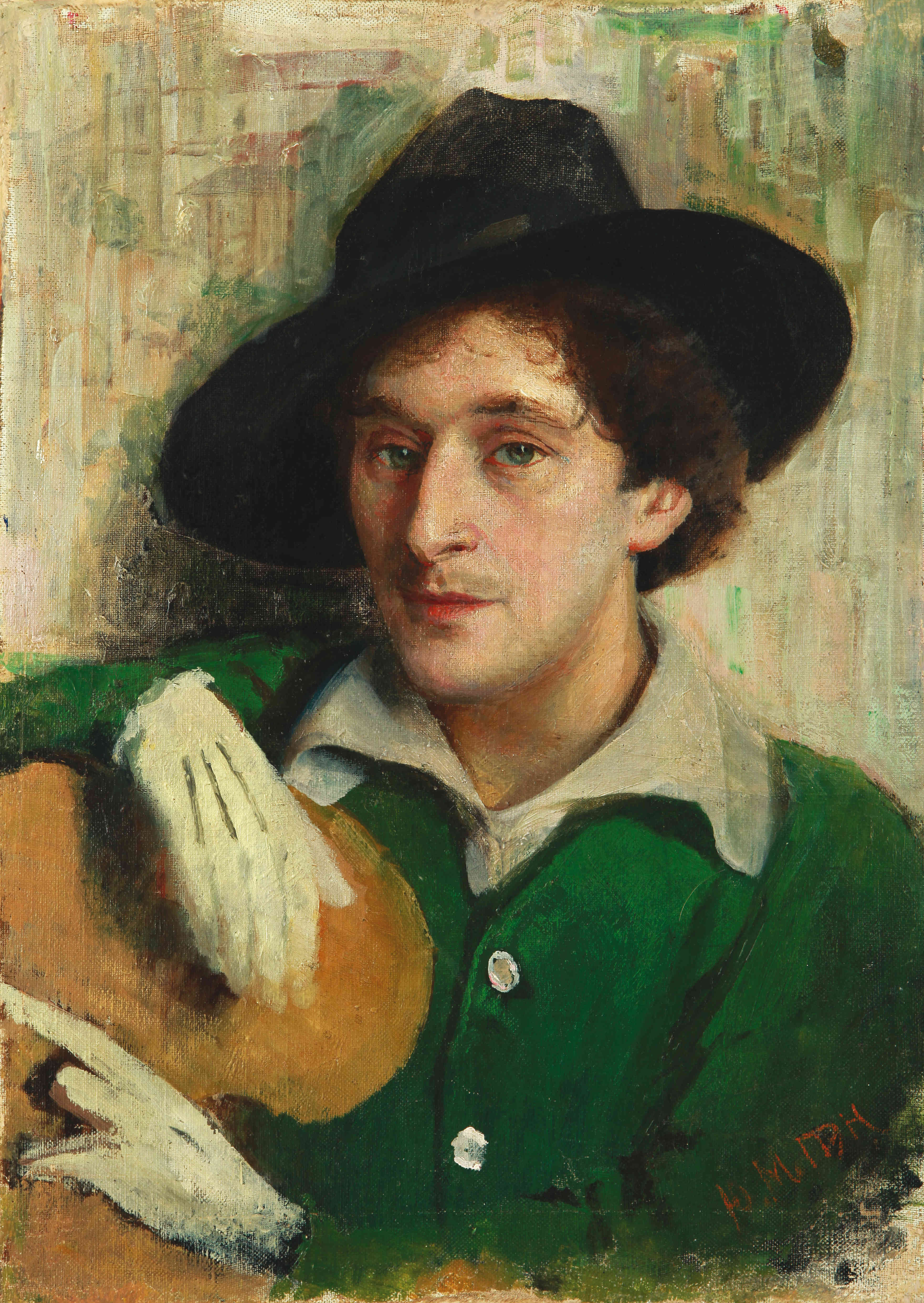
Iouri Pen - Portrait de Marc Chagall
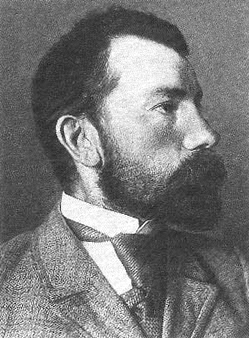
Iouri Pen, 1905

- List of Belarusian painters (en)
- Iouri Pen (1854-1937), Léon Bakst (1866-1924), Faïbich-Schraga Zarfin…
- Solomon Ioudovine (1892-1954), Abram Brazer (1892-1942), Marc Chagall (1887-1985), Michel Kikoine (1892-1968), Lazar Lissitzky (1890-1941), Efim Minine (1897-1937), Vera Ermolaeva
- Louis Leon Ribak (en) (1902-1979)

### Sculpture
- Sculpteurs biélorusses[23]

### Architecture
- Architecture en Biélorussie[24], Architecture en Biélorussie (rubriques)
- Liste des édifices de l'époque pré-mongole de la Rus'
- List of castles in Belarus (en)
- Architecture of Kievan Rus' (en)
- Principauté de Polotsk
- Église de la Transfiguration (Polotsk)
- Baroque biélorusse

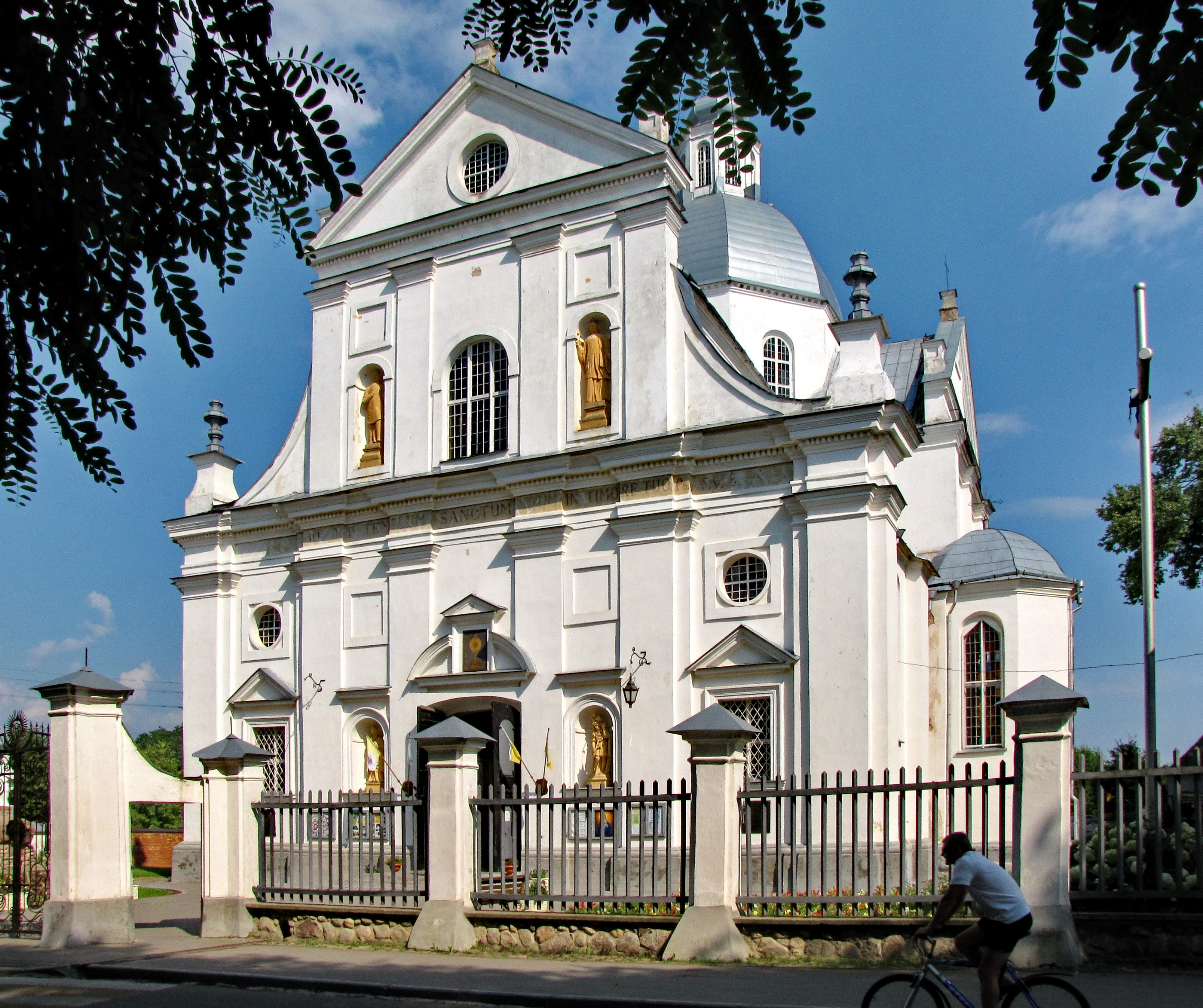
Église du Corpus Christi (Niasvij)
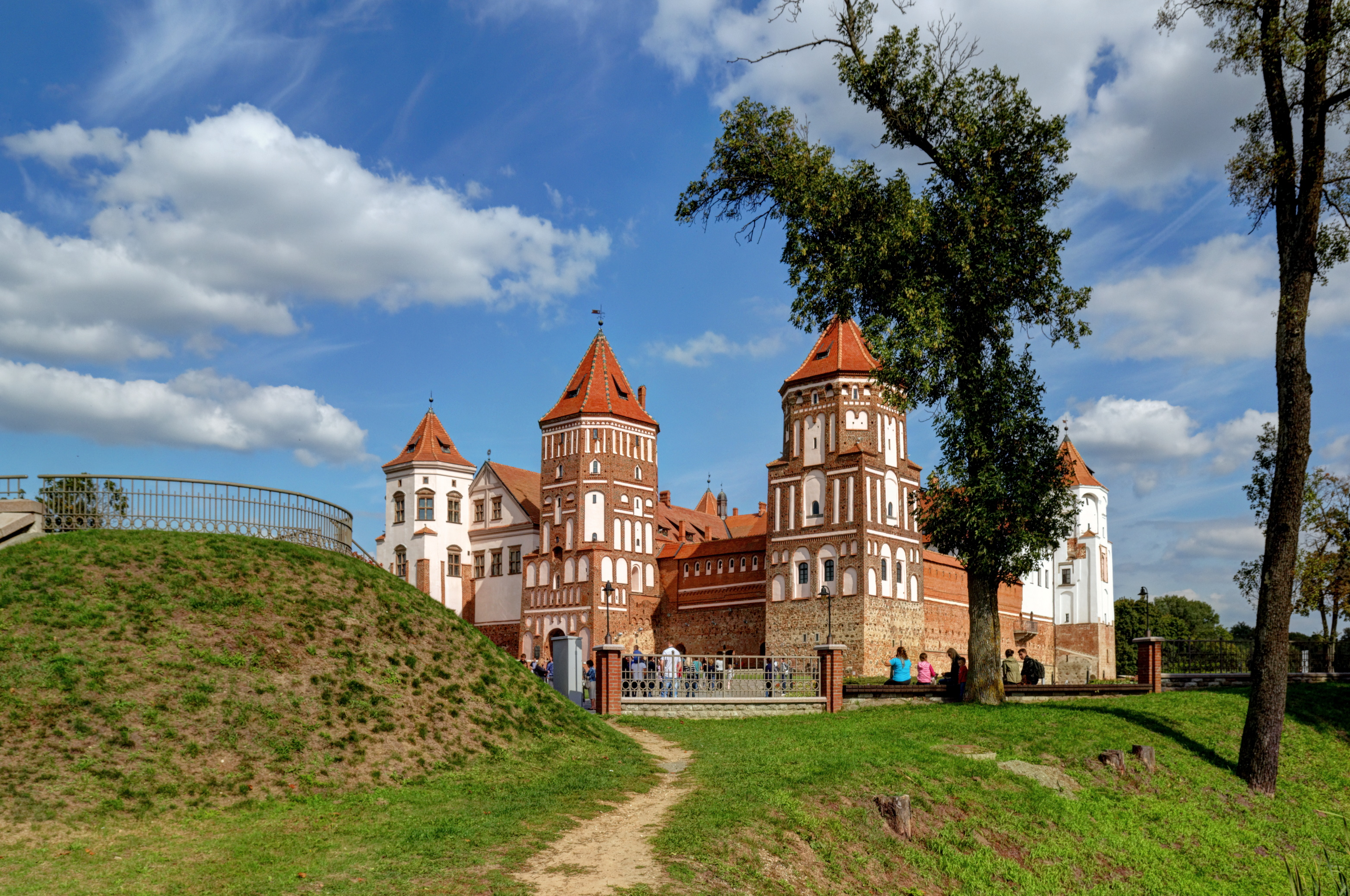
Ensemble du château de Mir (Unesco)
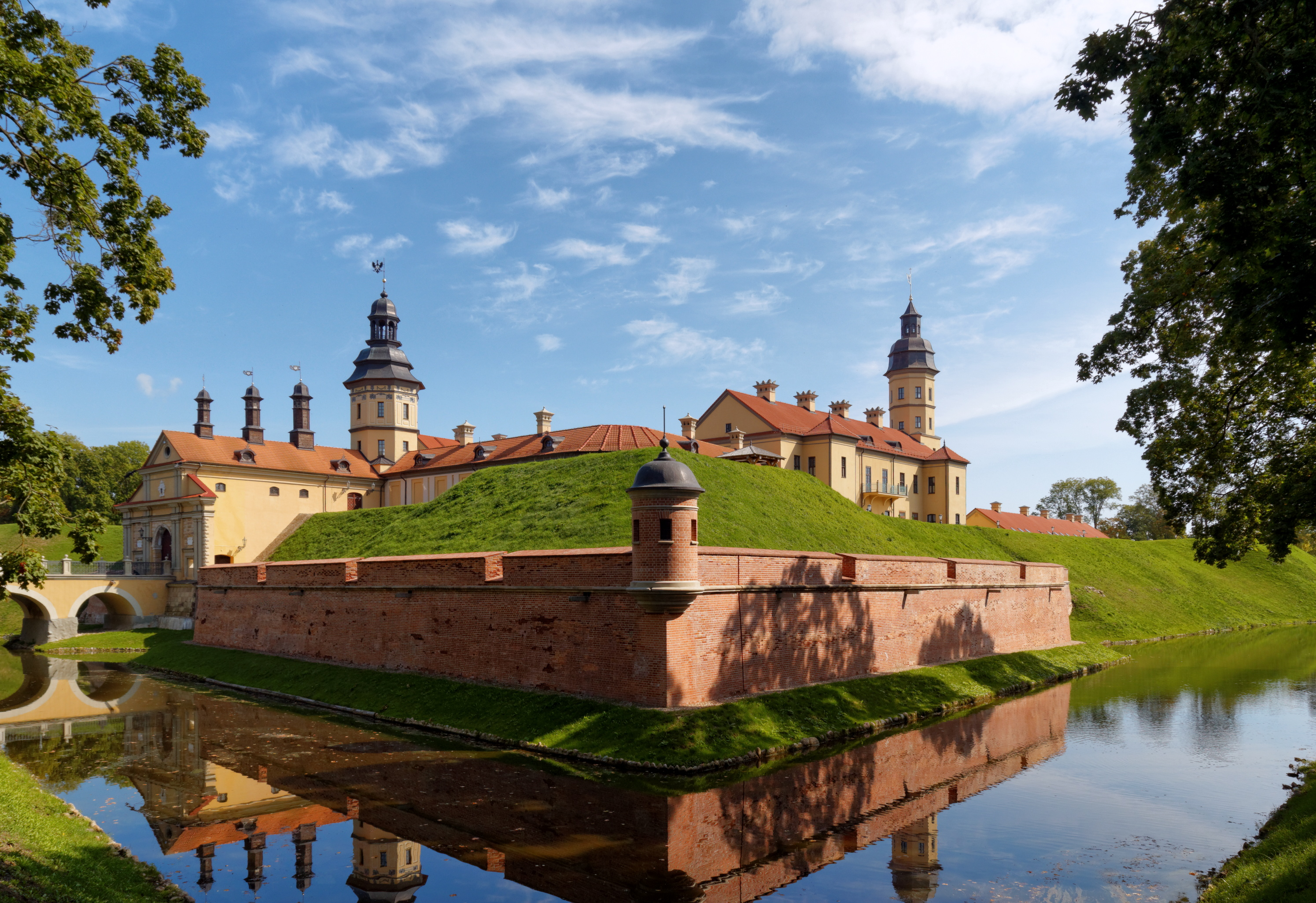
Château de Niasvij (Unesco)
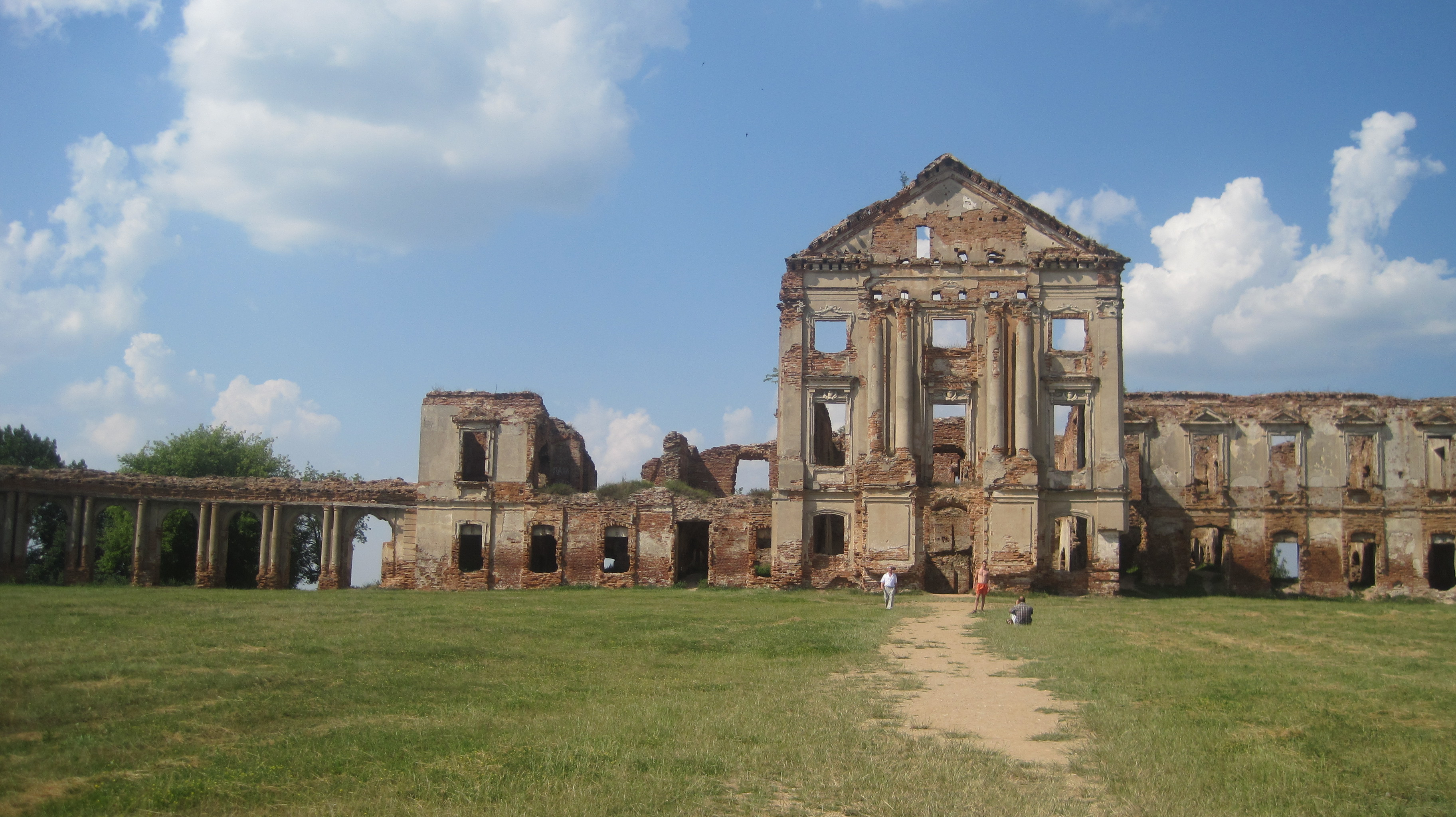
Façade principale du palais de Roujany de la famille noble Sapieha

- Grande synagogue chorale de Hrodna

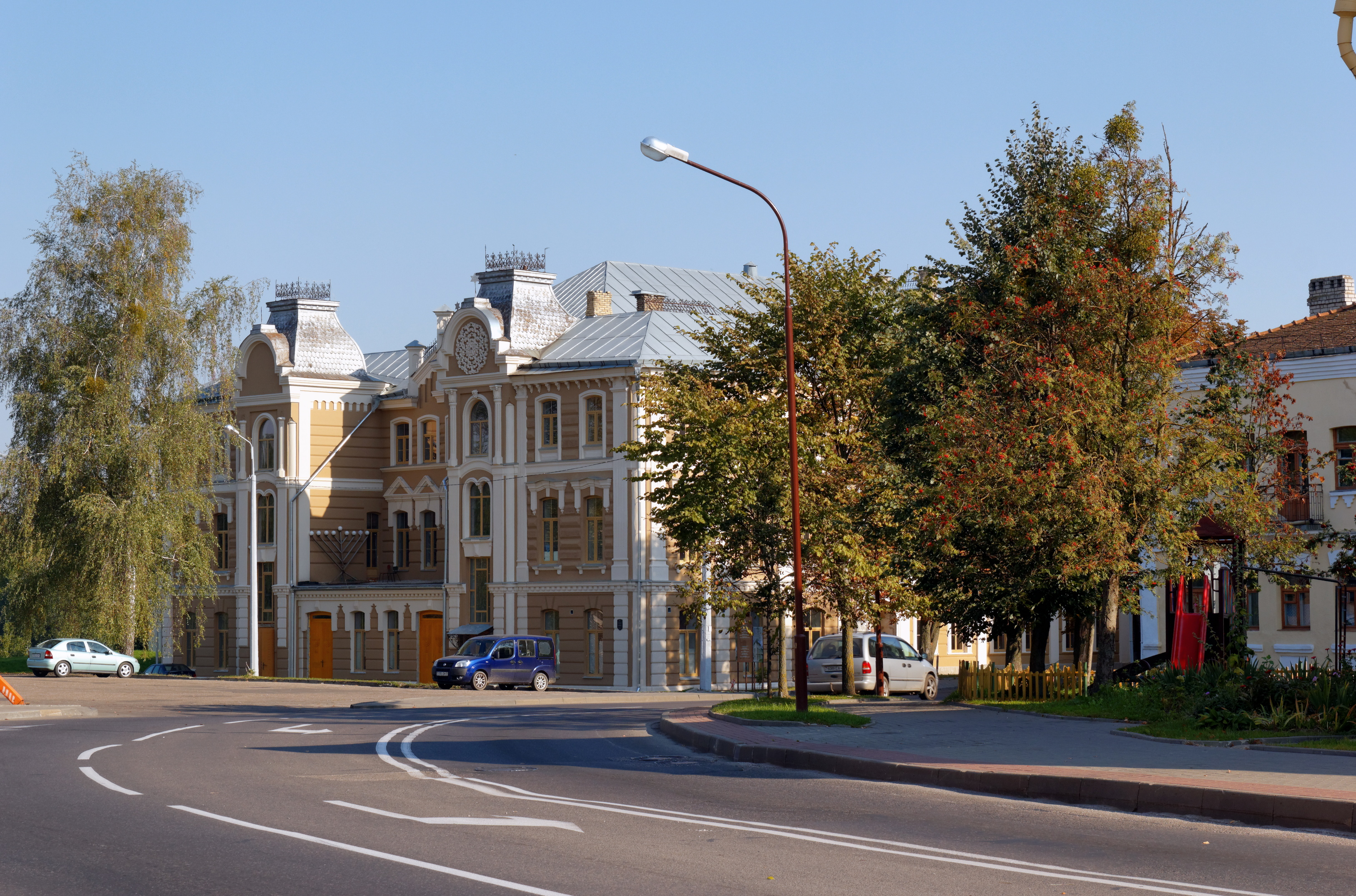
Grodno Synagogue 2015
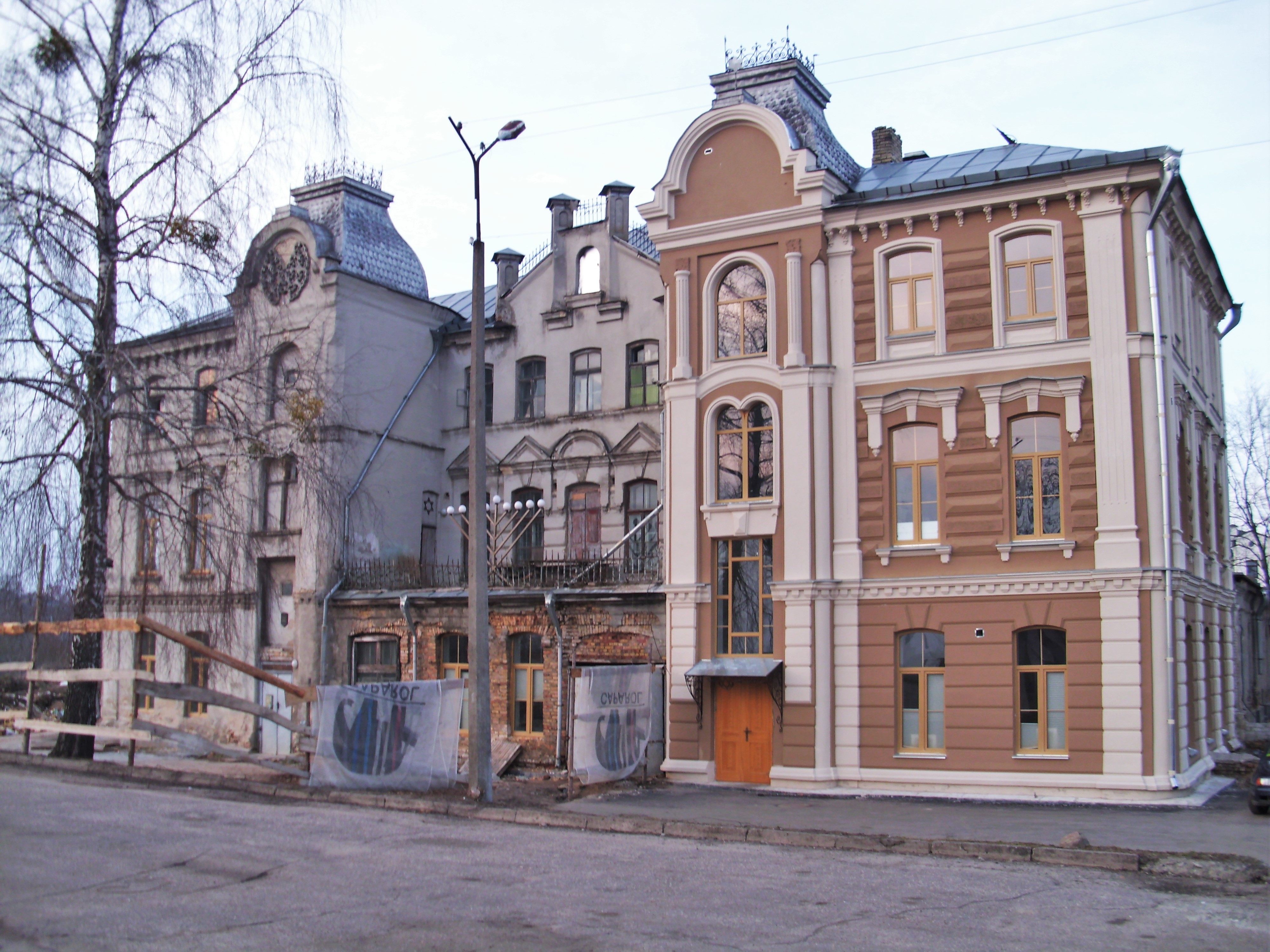
Synagogue de Hrodna en reconstruction 2013
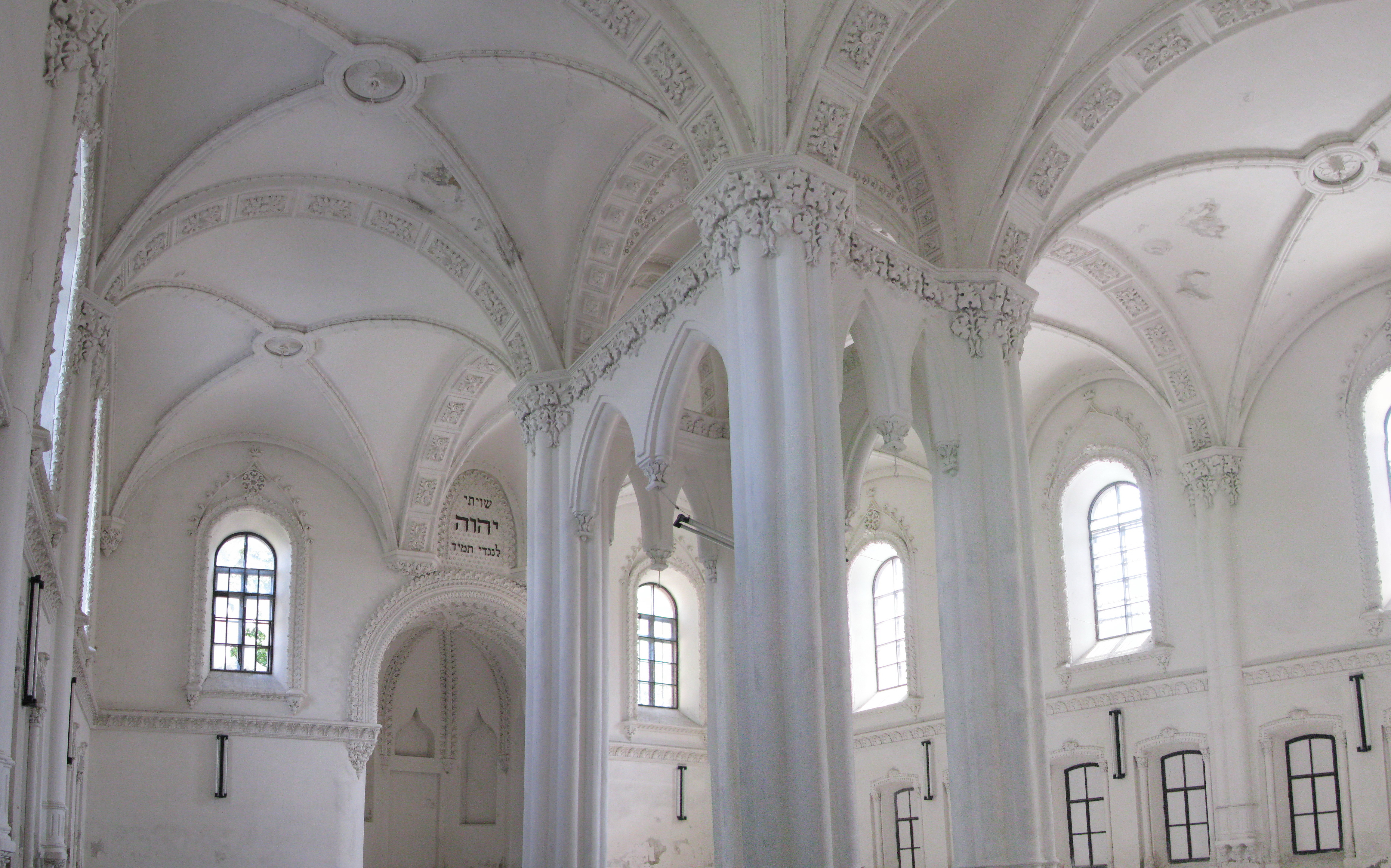
Intérieur de la Synagogue de Hrodna

- Colonie Warburg (1925-1927)

### Photographie
- Photographes biélorusses

### Graphisme
- Graphistes biélorusses

## Arts du spectacle
- Spectacle vivant, Performance, Art sonore
- Art-Siadziba (en)

### Musique
- Musique biélorusse, Musique biélorusse (rubriques)
- Musiciens biélorusses
  - Anna Korotkina (1961)[25]
- Chanteurs biélorusses, Chanteuses biélorusses
- Théâtre national d'opéra et de ballet de Minsk

### Danse
- Liste de danses
- Danses traditionnelle[26], Khorovod
- Danse classique
- Danse moderne
- Danseurs : Pavel Gurevich, Igor Kolb
- Danseuses : Irina Laurenova, Alisa Sodoleva
- Bulba (en)

### Théâtre
- Théâtre en Biélorussie, Théâtre biélorusse (rubriques)[27]
- Improvisation théâtrale en Biélorussie
- Skomorokh
- Dramaturges biélorusses
  - Ivan Loutsévitch dit Ianka Koupala1 (1882-1942)
- Pièces de théâtre biélorusses
- Scénographes biélorusses
- Liste des théâtres de Minsk
- Théâtre national académique de Biélorussie Ianka Koupala
- Théâtre libre de Minsk
- Comédie biélorusse : Sasha and Sirozha (en)

### Autres scènes: marionnettes, mime, pantomime, prestidigitation
Les arts mineurs de scène, arts de la rue, arts forains, cirque, théâtre de rue, spectacles de rue, arts pluridisciplinaires, performances manquent encore de documentation pour le pays…
Pour le domaine de la marionnette, la référence est : Arts de la marionnette en Biélorussie, sur le site de l'Union internationale de la marionnette UNIMA).
L'art des marionnettes, semblable au Vertep ukrainien, est présent dans presque chaque ville.
La Maslenitsa est une forme de carnaval pour les Slaves orientaux, reprenant divers thèmes de leur mythologie.

### Cinéma
- Cinéma biélorusse

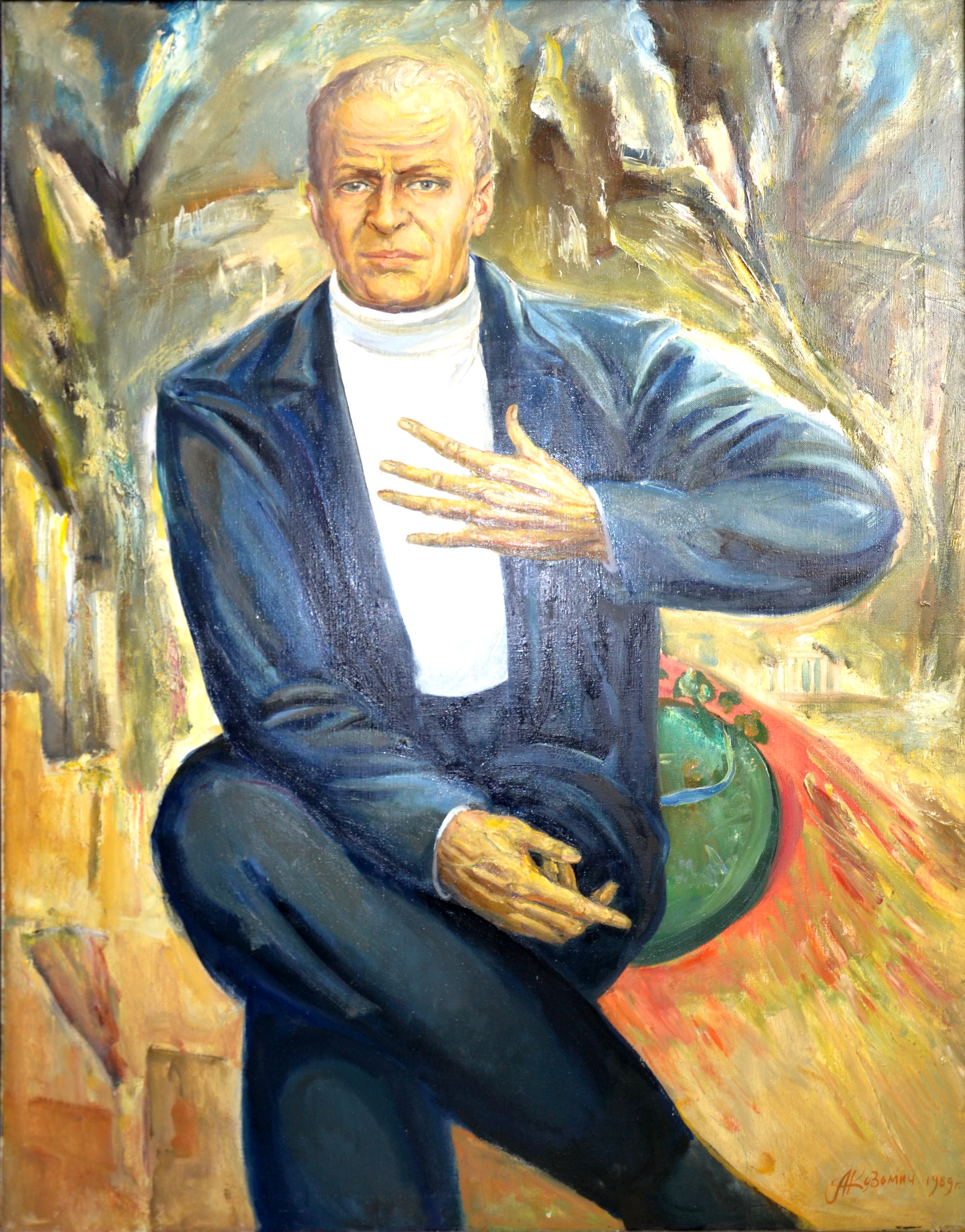
Portrait de Victor Turov par Alexey Kuzmich (1989)

- Réalisateurs biélorusses, Scénaristes biélorusses
- Acteurs biélorusses, Actrices biélorusses
- Films biélorusses, Liste chronologique de films biélorusses (en)
- Cartoon : Multclub (en)

Le cinéma russe et soviétique englobe longtemps les éventuelles spécificités biélorusses.

### Institutions
- Studios : Cubastudio, Belarusfilm, Belsat, Beltelefilm, Navigator studio, Partyzanfilm
- Studio d'animation : Belarusfilm
- Festivals : Listapad (1994), Festival de cinéma queer DOTYK (en) (2015)
- Liste des longs métrages biélorusses proposés à l'Oscar du meilleur film international
- Liste des films biélorusses retenus pour les Oscars (en)

### Personnes

#### Quelques cinéastes de la première génération
- Aleksandr M. Fajncimmer (1905-) : Hotel Savoy (1929), Le Bonheur (1932), Le lieutenant Kijé (1934), Ceux de la Baltique (1937), Le Pétrolier Derbent (1940)...
- Vladimir Kors-Sablin (1900-) : Née dans les flammes (1929), Une campagne ensoleillée (1931), La première section (1933), Les feux d'or (1934), Les chercheurs de bonheur (1936),..., L'écroulement de l'empire (1970)
- Jurij Taric (1885-1967) : Une histoire de la forêt (1926), A demain (1929), La route du navire (1935), Le onze juillet (1938), Nouvelles biélorusses (1942), Récits de jeunesse (1960)

#### Quelques cinéastes de la seconde génération
- Vitali Tchetverikov (ru) (1933-)
- Lev Goloub (1904-)
- Valerij Rubincnik (1940-)
- Boris Stepanov (1927-)
- Victor Turov (1936-)

### Autres
- Jeux vidéo développés en Biélorussie

En art numérique, une douzaine de jeux vidéo ont été développés en Biélorussie : Domination (video game), Legends of Eisenwald, Massive Assault, Massive Assault Network 2, Order of War, Ranch Rush, Ranch Rush 2, Spectromancer, This Is the Police, World of Tanks…

## Tourisme
- Tourisme en Biélorussie (à créer), Tourisme en Biélorussie (rubriques)
- Sur WikiVoyage
- Conseils aux voyageurs pour la Biélorussie :
  - France Diplomatie.gouv.fr
  - Canada international.gc.ca
  - CG Suisse eda.admin.ch
  - USA US travel.state.gov

## Patrimoine
- Liste du patrimoine mondial en Biélorussie
- Liste de musées en Biélorussie

### Liste représentative du patrimoine culturel immatériel de l’humanité
Le programme Patrimoine culturel immatériel (UNESCO, 2003) a inscrit dans sa liste représentative du patrimoine culturel immatériel de l’humanité :
- 2018 : La célébration en l’honneur de l’icône de Notre-Dame de Budslau (Fête de Budslau)[28].

### Registre international Mémoire du monde
Le programme Mémoire du monde (UNESCO, 1992) a inscrit dans son registre international Mémoire du monde (au 10/01/2016) :
- 2009 : Archives Radziwiłł et collection de la bibliothèque Niasvij (Nieśwież) (avec la Finlande, la Lituanie, la Pologne, la Russie et l'Ukraine)[29]